# Đinh Sâm
Đinh Sâm (? - 1868?), là lãnh tụ cuộc khởi nghĩa kháng Pháp năm 1868 tại vùng Ba Láng - Trà Niềng, nay thuộc thành phố Cần Thơ, Việt Nam.

## Thông tin
Ngày 25 tháng 6 năm 1867, Tổng chỉ huy quân viễn chinh Pháp là Phó đô đốc hải quân La Grandière ra tuyên bố:
Toàn bộ sáu tỉnh Nam Kỳ là lãnh địa của Pháp. Kể từ nay triều đình Huế không còn quyền lực gì đối với Nam Kỳ lục tỉnh nữa. Một chính quyền duy nhất ở Nam Kỳ là do người Pháp điều khiển.
Lời tuyên bố đơn phương này vấp phải sự kháng cự quyết liệt của người dân lục tỉnh, mà cuộc khởi nghĩa của Thống chế Bút ở Tân Quy Đông (Sa Đéc), Đỗ Thừa Luông- Đỗ Thừa Tự ở vùng U Minh, và Đinh Sâm ở Láng Hầm là những minh chứng.
Lúc bấy giờ, Ba Láng-Trà Niềng (địa danh này khi xưa gọi là Láng Hầm) còn là đất là vùng hoang vu, nhiều đầm lầy, thuộc huyện Phong Phú (nay là thành phố Cần Thơ). Ở đó, có viên Cai tổng Định Bảo tên là Nguyễn Văn Vĩnh, nổi tiếng là một cộng sự đắc lực của thực dân Pháp.
Năm 1868, thấy nhân dân thường xuyên bị ông Vĩnh áp bức, Đinh Sâm (còn gọi là Võ Đình Sâm, vốn là người phủ Tân Thành [vùng Sa Đéc], nay thuộc tỉnh Đồng Tháp) là một thanh niên đang cư ngụ trong vùng đã mạnh dạn đứng lên phất cờ khởi nghĩa, và đã được ủng hộ nhiệt liệt.
Ngay sau đó, Nguyễn Văn Vĩnh nhận được thư cảnh cáo của Đinh Sâm, khuyên ông hãy thôi làm cộng sự cho thực dân. Tuy rất lo sợ nhưng vì tham quyền, và vì cậy có súng nhiều và lời hứa của các sĩ quan Pháp, nên ông vẫn không chịu rời bỏ.
Một hôm, dưới sự chỉ huy của Đinh Sâm, một toán nghĩa quân bất thình lình xuất hiện bao vây tư thất ông Vĩnh, tràn vào bắt giết viên chức này và nổi lửa đốt nhà. Tin cấp báo đến quan trên, quân đội Pháp kéo vào tấn công Láng Hầm. Theo nhà nghiên cứu Huỳnh Minh, thì: 
Quân Pháp và đám tay sai ra oai "làm cỏ" một vùng đã dám chóng chọi với chúng. Khói lửa mịt trời Ba Láng, Trà Niềng. Nghĩa quân chạm trán với quân Pháp nhiều trận dữ dội. Quân Pháp càng đàn áp mạnh hơn. Cuối cùng vì sức yếu thế cô, Đinh Sâm và những nghĩa quân trung kiên đã đền xong nợ nước trong một trận tử chiến oanh liệt.

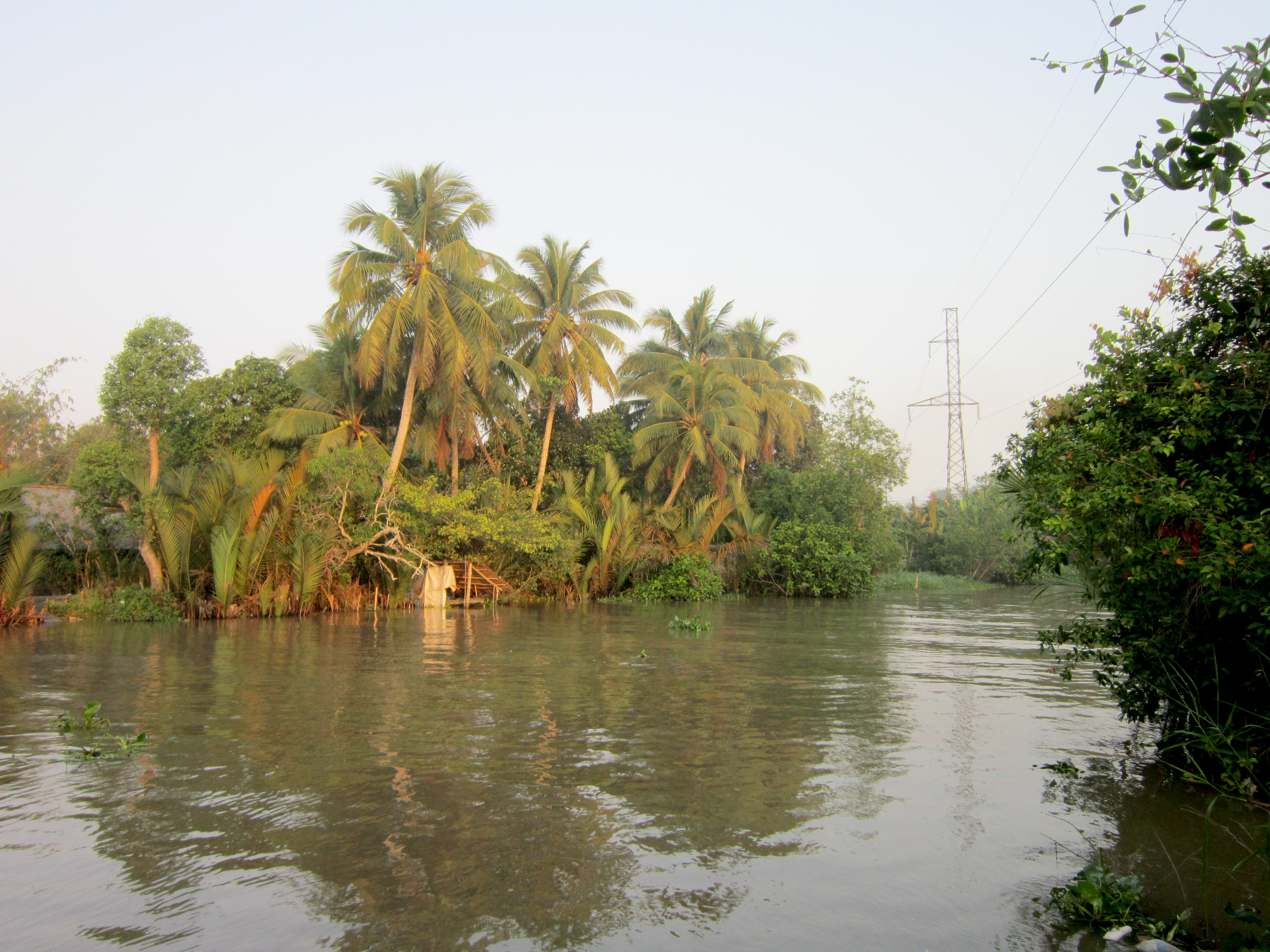
Rạch Trà Niềng ở Phong Điền

Nghe tin dữ, Cử Trị lúc ấy đã về ngụ ở Phong Điền (thành phố Cần Thơ), đã đề cao khí tiết Đinh Sâm cùng các nghĩa quân qua một câu đối truy niệm như sau:
Võ kiếm xung Thiên, Ba Láng giang đầu lưu hận huyết;
Văn tinh lạc địa, Trà Niềng thôn lý đái sầu nhan.
Nghĩa là:
Kiếm võ ngút trời, Ba láng sông sâu tràn hận huyết.
Sao văn sa đất, Trà Niềng thôn xóm thảy sầu mang.
Trong sách Lịch sử khẩn hoang miền Nam của nhà văn Sơn Nam có đoạn viết:
Khi Pháp đến vùng Ba Láng, nhánh của rạch Cần Thơ (tức rạch Cái Răng) là nơi khởi nghĩa của Đinh Sâm. Tuy ông này thất bại nhưng vào tháng 3 dương lịch 1870, chừng 200 nghĩa quân tụ tập lại ăn tiệc, chuẩn bị đánh tòa tham biện Cần Thơ. Thực dân phát hiện kịp, bắt giam 111 người, trong số này chừng 55 người mà thực dân cho là nguy hiểm bị đề nghị đày ra Côn Nôn hoặc đảo Réunion.
Như vậy, có thể nói sau khi Đinh Sâm mất, lực lượng của ông vẫn còn tồn tại và còn chiến đấu cho lúc ấy.